# Holandia na Letnich Igrzyskach Olimpijskich 1920
Holandię na Letnich Igrzyskach Olimpijskich w roku 1920 w Antwerpii reprezentowało 130 sportowców (129 mężczyzn i 1 kobieta) startujących w 15 dyscyplinach. Był to czwarty start reprezentacji Holandii na letnich igrzyskach olimpijskich. Jedyną kobietą w reprezentacji była pływaczka Rie Beisenherz.

## Zdobyte medale
| Medal  | Zawodnik | Dyscyplina        | Konkurencja                   | Rezultat |
| ------ | --- | ----------------- | ----------------------------- | -------- |
| Złoto  | Joop Carp, Piet Wernink, Berend Carp | Żeglarstwo        | Klasa 6,5 m                   |          |
| Złoto  | Johan Hin, Cornelis Hin, Frans Hin | Żeglarstwo        | Jole 12-stopowe               |          |
| Złoto  | Janus Theeuwes, Driekske van Bussel, Joep Packbiers, Janus van Merrienboer, Tiest van Gestel, Theo Willems, Piet de Brouwer, Jo van Gastel                                                                                         | Łucznictwo        | Cel ruchomy, 28 m - drużynowo |          |
| Złoto  | Maurice Peeters | Kolarstwo         | Sprint                        |          |
| Srebro | Arnoud van der Biesen, Petrus Beukers | Żeglarstwo        | Jole 12-stopowe               |          |
| Srebro | WIlhelmus Bekkers, Johannes Hengeveld, Sijtse Jansma, Henk Janssen, Antonius van Loon, Willem van Loon, Marinus van Rekum, Willem van Rekum                                                                                        | Przeciąganie liny |                               |          |
| Brąz   | Piet Ikelaar, Frans de Vreng | Kolarstwo         | Tandem                        |          |
| Brąz   | Piet Ikelaar | Kolarstwo         | 50 km                         |          |
| Brąz   | Arie de Jong | Szermierka        | Szabla                        |          |
| Brąz   | Jan van der Wiel, Arie de Jong, Jetze Doorman, Louis Delaunoij, Willem Hubert van Blijenburgh, Salomon Zeldenrust, Henri Wijnoldy-Daniëls                                                                                          | Szermierka        | Szabla drużynowo              |          |
| Brąz   | Dick MacNeill, Harry Dénis, Ben Verweij, Leo Bosschart, Frits Kuipers, Henk Steeman, Oscar, Ridder van Rappard, Jan van Dort, Ber Groosjohan, Felix, Jonkheer von Heijden, Evert Bulder, Jan de Natris, Jaap Bulder, Arie Bieshaar | Piłka nożna       |                               |          |

## Skład kadry

### Boks
Mężczyźni
- Ted Zegwaard - waga musza do 50,8 kg - 5. miejsce,
- Nelis van Dijk - waga musza do 50,8 kg - 9. miejsce,
- Willem Hesterman - waga piórkowa do 57,1 kg - 9. miejsce,
- Herman Nak - waga lekka do 61,23 kg - 9. miejsce,
- Ko Janssens - waga lekka do 61,23 kg - 9. miejsce,
- Johannes Heuckelbach - waga półśrednia do 66,78 kg - 17. miejsce,
- Jan Hesterman - waga średnia do 72,57 kg - 9. miejsce,
- Paul Munting - waga średnia do 72,57 kg - 9. miejsce,

### Jeździectwo
- Idzard, Baron Sirtema van Grovestins - WKKW - 20. miejsce

### Kolarstwo
Mężczyźni
- Piet Ikelaar - kolarstwo szosowe wyścig ze startu wspólnego - 8. miejsce,
- Nico de Jong - kolarstwo szosowe wyścig ze startu wspólnego - 25. miejsce,
- Arie van der Stel - kolarstwo szosowe wyścig ze startu wspólnego - 27. miejsce,
- Piet Kloppenburg - kolarstwo szosowe wyścig ze startu wspólnego - 33. miejsce,
- Piet Ikelaar, Nico de Jong, Arie van der Stel, Piet Kloppenburg - kolarstwo szosowe - wyścig drużynowy na czas - 6. miejsce[1]
- Maurice Peeters - sprint - 1. miejsce
- Piet Ikelaar - sprint - odpadł w repasażach
- Tjabel Boonstra - sprint - odpadł w eliminacjach
- Frans de Vreng - sprint - odpadł w eliminacjach
- Piet Ikelaar, Frans de Vreng - tandemy sprint - 3. miejsce
- Piet Beets, Tjabel Boonstra - tandemy sprint - odpadli w eliminacjach
- Maurice Peeters, Frans de Vreng, Piet Beets, Piet Ikelaar - wyścig na 4000 m na dochodzenie drużynowo - 6. miejsce
- Piet Ikelaar - wyścig na 50 km - 3. miejsce,
- Arie van der Stel - wyścig na 50 km - nie ukończył
- Anton Krijgsman - wyścig na 50 km - nie ukończył
- Willem Ooms - wyścig na 50 km - nie ukończył

### Lekkoatletyka
Mężczyźni
- Cor Wezepoel

bieg na 100 m - odpadł w ćwierćfinale,
bieg na 200 m - odpadł w ćwierćfinale,
- Albert Heijnneman

bieg na 100 m - odpadł w eliminacjach,
bieg na 200 m - odpadł w ćwierćfinale,
- Harry, Ridder van Rappard

bieg na 100 m - odpadł w eliminacjach,
bieg na 200 m - odpadł w eliminacjach,
- Jan de Vries

bieg na 100 m - odpadł w eliminacjach,
bieg na 200 m - odpadł w ćwierćfinale,
- Adje Paulen - bieg na 800 m - 7. miejsce,
- Gerardus van der Wel - bieg na 5000 m - odpadł w eliminacjach,
- Hendricus Wessel - maraton - 26. miejsce,
- Christiaan Huijgens - maraton - nie ukończył,
- Oscar, Ridder van Rappard - bieg na 110 m przez płotki - odpadł w eliminacjach,
- Albert Heijnneman, Jan de Vries, Harry, Ridder van Rappard, Cor Wezepoel - bieg 4 × 100 m - odpadli w eliminacjach,
- August Schotte - chód na 3000 m - odpadł w eliminacjach,
- Cor Gubbels - chód na 3000 m - nie ukończył,

### Łucznictwo
Mężczyźni
- Janus Theeuwes, Driekske van Bussel, Joep Packbiers, Janus van Merrienboer, Tiest van Gestel, Theo Willems, Piet de Brouwer, Jo van Gastel - cel ruchomy, 28 m - 1. miejsce

### Piłka nożna
Mężczyźni
- Dick MacNeill, Harry Dénis, Ben Verweij, Leo Bosschart, Frits Kuipers, Henk Steeman, Oscar, Ridder van Rappard, Jan van Dort, Ber Groosjohan, Felix, Jonkheer von Heijden, Evert Bulder, Jan de Natris, Jaap Bulder, Arie Bieshaar - 3. miejsce,

### Piłka wodna
Mężczyźni
- Karel Struijs, Karel Kratz, Karel Meijer, Johan Cortlever, Piet Plantinga, Gé Bohlander, Jean van Silfhout, Piet van der Velden, Leen Hoogendijk - 7. miejsce,

### Pływanie
Mężczyźni
- Ko Korsten - 100 m stylem dowolnym - odpadł w półfinale,
- Jean van Silfhout - 100 m stylem dowolnym - odpadł w eliminacjach,
- Cor Zegger - 1500 m stylem dowolnym - odpadł w eliminacjach,

Kobiety
- Rie Beisenherz - 100 m stylem dowolnym - odpadła w eliminacjach,

### Podnoszenie ciężarów
Mężczyźni
- Kees Tijman - waga do 60 kg - 9. miejsce,
- Willem van Nimwegen - waga do 67,5 kg - 8. miejsce,
- Tinus Ringelberg - waga do 75 kg - 4. miejsce,
- Piet Belmer - waga do 75 kg - 8. miejsce,
- Jan Welter - waga do 82,5 kg - 7. miejsce

### Przeciąganie liny
Mężczyźni
- Wilhelmus Bekkers, Johannes Hengeveld, Sijtse Jansma, Henk Janssen, Antonius van Loon, Willem van Loon, Marinus van Rekum, Willem van Rekum - 2. miejsce,

### Strzelectwo
Mężczyźni
- Gerard van den Bergh

Pistolet dowolny - 50 m - miejsce nieznane
Karabin dowolny, 300 m, 3 postawy - miejsce nieznane
- Antoine Bouwens

Pistolet dowolny - 50 m - miejsce nieznane
Karabin dowolny - 300 m - 3 postawy - miejsce nieznane
- Klaas Woldendorp

Pistolet dowolny - 50 m - miejsce nieznane
- Cornelis van Altenburg - Pistolet dowolny - 50 m - miejsce nieznane
- Herman Bouwens

Pistolet dowolny - 50 m - miejsce nieznane
Karabin dowolny - 300 m - 3 postawy - miejsce nieznane
- Jan Brussaard - Karabin dowolny - 300 m - 3 postawy - miejsce nieznane
- Cornelis van Dalen - Karabin dowolny - 300 m - 3 postawy - miejsce nieznane
- Gerard van den Bergh, Antoine Bouwens, Klaas Woldendorp, Cornelis van Altenburg, Herman Bouwens - Pistolet dowolny - 50 m drużynowo - 10. miejsce,
- Gerard van den Bergh, Antoine Bouwens, Herman Bouwens, Jan Brussaard, Cornelis van Dalen - Karabin dowolny - 300 m - 3 postawy drużynowo - 8. miejsce,
- Gerard van den Bergh, Antoine Bouwens, Herman Bouwens, Cornelis van Dalen, Jan Brussaard - Karabin wojskowy - 300 m - na leżąco drużynowo - 12. miejsce,
- Gerard van den Bergh, Antoine Bouwens, Herman Bouwens, Cornelis van Dalen, Jan Brussaard - Karabin wojskowy - 600 m - na leżąco drużynowo - 9. miejsce,
- Gerard van den Bergh, Antoine Bouwens, Herman Bouwens, Cornelis van Dalen, Jan Brussaard - Karabin wojskowy - 300 i 600 m - na leżąco drużynowo - 13. miejsce,
- Christiaan Moltzer - trap - miejsce nieznane
- Reindert de Favauge, Cornelis van der Vliet, Pieter Waller, Emile Jurgens, Franciscus Jurgens, Eduardus van Voorst tot Voorst, Christiaan Moltzer – trap drużynowo – 6. miejsce
- Klaas Jan Pen – nieznana konkurencja

### Szermierka
Mężczyźni
- Félix Vigeveno

floret - odpadł w półfinałach
szpada - odpadł w eliminacjach
szabla - odpadł w eliminacjach
- Salomon Zeldenrust

floret - odpadł w eliminacjach
szpada - odpadł w eliminacjach
- Wouter Brouwer

floret - odpadł w eliminacjach
szpada - odpadł w ćwierćfinałach
szabla - odpadł w eliminacjach
- Arie de Jong

floret - odpadł w eliminacjach
szpada - odpadł w półfinałach
szabla - 3. miejsce
- Jan van der Wiel

floret - odpadł w eliminacjach
szpada - odpadł w ćwierćfinałach
szabla - 5. miejsce
- Henri Wijnoldy-Daniëls

szpada - odpadł w ćwierćfinałach
szabla - 9. miejsce
- Willem Hubert van Blijenburgh - szpada - odpadł w eliminacjach
- Louis Delaunoij - szpada - odpadł w eliminacjach
- Félix Vigeveno, Salomon Zeldenrust, Wouter Brouwer, Arie de Jong, Jan van der Wiel - floret drużynowo - 6. miejsce
- Arie de Jong, Willem Hubert van Blijenburgh, George van Rossem, Salomon Zeldenrust, Henri Wijnoldy-Daniëls, Jetze Doorman - szpada drużynowo - 7. miejsce
- Jan van der Wiel, Arie de Jong, Jetze Doorman, Louis Delaunoij, Willem Hubert van Blijenburgh, Salomon Zeldenrust, Henri Wijnoldy-Daniëls - szabla drużynowo - 3. miejsce

### Wioślarstwo
Mężczyźni
- Frits Eijken - jedynki - odpadł w półfinałach,
- Bastiaan Veth, Koos de Haas - dwójki - odpadli w eliminacjach
- Philip Jongeneel, Johannes van der Vegte, Bernard te Hennepe, Willem Hudig, Frederik Koopman, Huibert Boumeester, Johannes Haasnoot, Robbert Blaisse, Liong Siang Sie - ósemka - odpadli w eliminacjach,

### Zapasy
- Willem Roels - styl klasyczny waga do 60 kg - odpadł w eliminacjach,
- Johannes van Maaren - styl klasyczny waga do 60 kg - odpadł w eliminacjach,
- Carl Coerse - styl klasyczny waga do 67,5 kg - odpadł w ćwierćfinałach,
- Johannes Nolten, Sr. - styl klasyczny waga do 67,5 kg - odpadł w eliminacjach,
- Bert Eillebrecht - styl klasyczny waga do 75 kg - odpadł w eliminacjach,
- Willem Leloux - styl klasyczny waga do 75 kg - odpadł w eliminacjach,
- Jan Sint - styl klasyczny waga do 82,5 - odpadł w finałach,
- Barend Bonneveld - styl klasyczny waga od 82,5 - odpadł w drugiej rundzie,
- Jaap Sjouwerman - styl klasyczny waga od 82,5 - odpadł w półfinałach,

### Żeglarstwo
- Joop Carp, Piet Wernink, Berend Carp - klasa 6,5 m - 1. miejsce,
- Johan Hin, Cornelis Hin, Frans Hin - jole 12-stopowe - 1. miejsce,
- Arnoud van der Biesen, Petrus Beukers - jole 12-stopowe - 2. miejsce,